# Pala Sari
Pala Sari is een bestuurslaag in het regentschap Tangerang van de provincie Banten, Indonesië. Pala Sari telt 9680 inwoners (volkstelling 2010).